# Orsidis privatus
Orsidis privatus là một loài bọ cánh cứng trong họ Cerambycidae.